# 라코브니크구

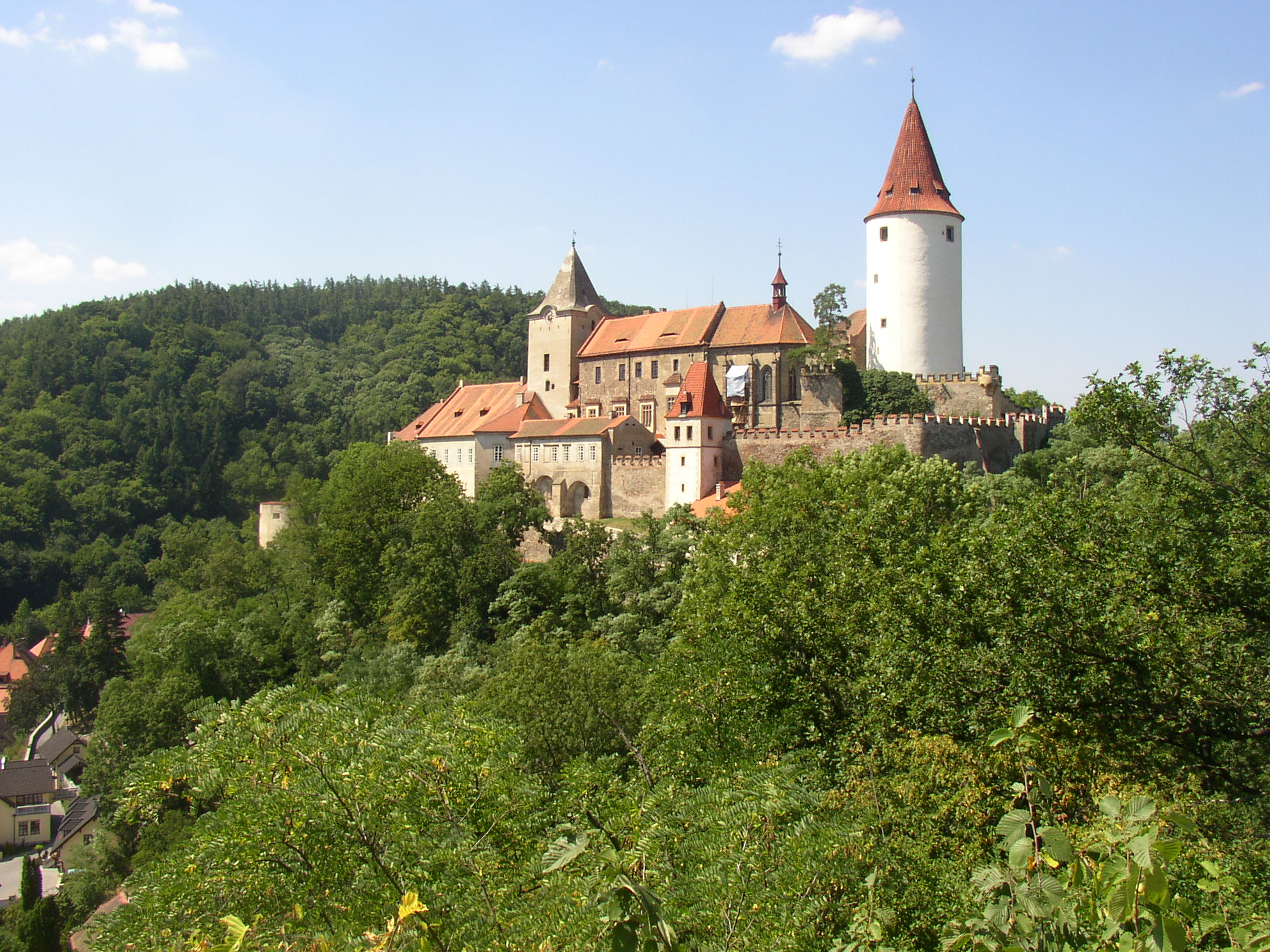
라코브니크구 크르지보클라트에 위치한 크르지보클라트성

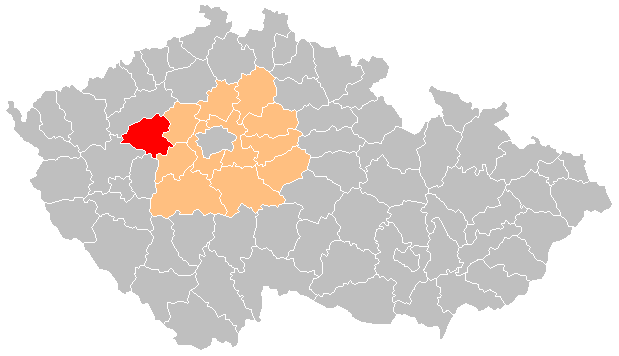
라코브니크구의 위치

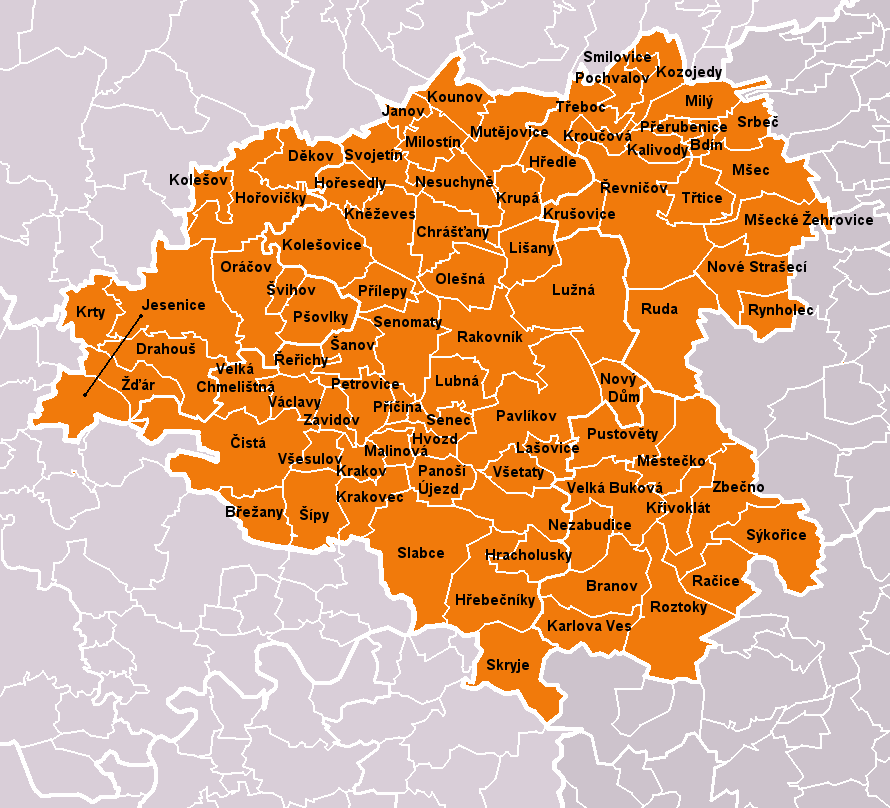
라코브니크구가 관할하는 지방 자치체

라코브니크구(체코어: Okres Rakovník)는 체코 중앙보헤미아주를 구성하는 12개 구 가운데 하나로 행정 중심지는 라코브니크이며 면적은 896.3km2, 인구는 55,565명(2019년 1월 1일 기준), 인구 밀도는 62명/km2이다.
중앙보헤미아주 북서부에 위치하며 83개 지방 자치체(9개 시, 74개 마을)를 관할한다. 중앙보헤미아주 클라드노구, 베로운구, 플젠주 로키차니구, 북플젠구, 우스티주 로우니구와 접한다.